# Emilio Butragueño
Emilio Butragueño Santos (n. 22 iulie 1963, Madrid) este un fost jucător spaniol de fotbal, cel mai bine cunoscut după perioada petrecută la Real Madrid.
Poreclit El Buitre („Vulturul”), tehnicul jucător a făcut parte din legendarul Quinta del Buitre alături de Manolo Sanchís, Rafael Martín Vázquez, Míchel și Miguel Pardeza.